# Europese kampioenschappen boksen mannen 2022
De Europese kampioenschappen boksen 2022 vonden plaats van 21 tot en met 30 mei 2022 in Jerevan, Armenië. Het door de EUBC georganiseerde toernooi was de 44e editie van de Europese kampioenschappen boksen voor mannen. Er werd door 219 boksers uit 39 landen gestreden in dertien gewichtscategorieën.
Naar aanleiding van de Russische invasie van Oekraïne verklaarde de Internationale Boksbond (IBA) op 2 maart 2022 dat Russische en Wit-Russische boksers zijn uitgesloten van deelname aan internationale toernooien.

## Medailles
| Gewichtsklasse                | Goud                  | Zilver               | Brons                                |
| ----------------------------- | --------------------- | -------------------- | ------------------------------------ |
| Minimumgewicht (46 – 48 kg)   | Sakhil Alakhverdovi   | Ergyunal Sebahtin    | Jakub Słomiński Leonardo Esposito    |
| Vlieggewicht (– 51 kg)        | Martín Molina         | Kiaran MacDonald     | Dmytro Zamotayev Federico Serra      |
| Bantamgewicht (– 54 kg)       | Billal Bennama        | Dylan Eagleson       | Manuel Cappai Daniel Asenov          |
| Vedergewicht (– 57 kg)        | Vasile Usturoi        | Artur Bazeyan        | Michele Baldassi Javier Ibáñez       |
| Lichtgewicht (– 60 kg)        | Artush Gomtsyan       | José Quiles          | Iurii Shestak Roland Veres           |
| Halfweltergewicht (– 63,5 kg) | Hovhannes Bachkov     | Lounès Hamraoui      | Richárd Kovács Adrián Thiam          |
| Weltergewicht (– 67 kg)       | Vakhid Abbasov        | Lasha Guruli         | Ioan Croft Alexandru Paraschiv       |
| Halfmiddengewicht (– 71 kg)   | Harris Akbar          | Garan Croft          | Yurii Zakharieiev Magomed Schachidov |
| Middengewicht (– 75 kg)       | Gabriel Dossen        | Lewis Richardson     | Salvatore Cavallaro Sam Hickey       |
| Halfzwaargewicht (– 80 kg)    | Artjom Agejev         | Alfred Commey        | Luka Plantić Ivan Sapun              |
| Cruisergewicht (– 86 kg)      | Georgii Kushinashvili | Rafayel Hovhannisyan | Tomasz Niedźwiecki Andrei Arădoaie   |
| Zwaargewicht (– 92 kg)        | Aziz Mouhiidine       | Enmanuel Reyes       | Lewis Williams Narek Manasyan        |
| Superzwaargewicht (+ 92 kg)   | Nelvie Tiafack        | Ayoub Ghadfa         | Ahmed Hagag Delicious Orie           |

## Medaillespiegel
| Plaats | Land       | Goud | Zilver | Brons | Totaal |
| 1      | Georgië    | 3    | 1      | 0     | 4      |
| 2      | Servië     | 2    | 0      | 0     | 2      |
| 3      | Spanje     | 1    | 3      | 1     | 5      |
| 4      | Engeland   | 1    | 2      | 2     | 5      |
| 5      | Armenië    | 1    | 2      | 1     | 4      |
| 6      | Italië     | 1    | 1      | 5     | 7      |
| 7      | Frankrijk  | 1    | 1      | 0     | 2      |
| 7      | Ierland    | 1    | 1      | 0     | 2      |
| 9      | Duitsland  | 1    | 0      | 1     | 2      |
| 10     | België     | 1    | 0      | 0     | 1      |
| 11     | Bulgarije  | 0    | 1      | 2     | 3      |
| 12     | Wales      | 0    | 1      | 1     | 2      |
| 13     | Oekraïne   | 0    | 0      | 4     | 4      |
| 14     | Hongarije  | 0    | 0      | 2     | 2      |
| 14     | Polen      | 0    | 0      | 2     | 2      |
| 16     | Oostenrijk | 0    | 0      | 1     | 1      |
| 16     | Kroatië    | 0    | 0      | 1     | 1      |
| 16     | Schotland  | 0    | 0      | 1     | 1      |
| 16     | Moldavië   | 0    | 0      | 1     | 1      |
| 16     | Roemenië   | 0    | 0      | 1     | 1      |
| Totaal | Totaal     | 13   | 13     | 26    | 52     |

## Deelnemende landen
Er deden 219 boksers uit 39 landen mee aan het toernooi.
- Albanië (1)
- Armenië (13)
- België (3)
- Bosnië en Herzegovina (3)
- Bulgarije (11)
- Denemarken (1)
- Engeland (8)
- Estland (2)
- Finland (4)
- Frankrijk (5)
- Georgië (10)
- Duitsland (9)
- Griekenland (5)
- Hongarije (9)
- Ierland (10)
- IJsland (1)
- Israël (4)
- Italië (12)
- Kroatië (5)
- Litouwen (3)
- Luxemburg (1)
- Moldavië (9)
- Montenegro (4)
- Nederland (3)
- Noorwegen (2)
- Oekraïne (13)
- Oostenrijk (2)
- Polen (10)
- Roemenië (3)
- Schotland (6)
- Servië (10)
- Slovenië (1)
- Slowakije (5)
- Spanje (10)
- Tsjechië (3)
- Turkije (10)
- Wales (4)
- Zweden (3)
- Zwitserland (1)